# Mare Island Naval Shipyard

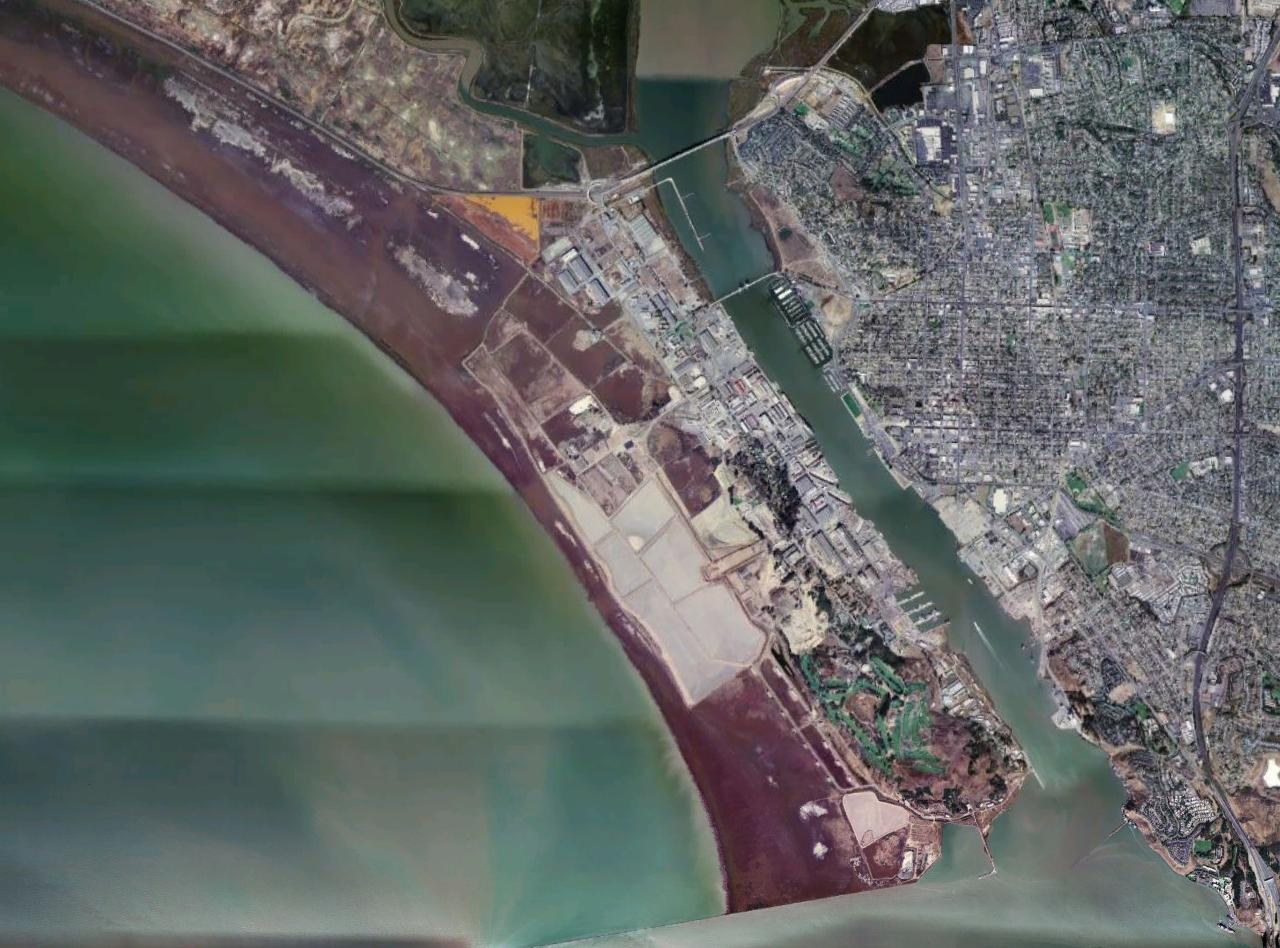
Veduta dal satellite della penisola di Mare Island; la parte destra della penisola, affacciata sul fiume Napa e fronteggiante l'abitato di Vallejo, è occupata dalle strutture del Mare Island Naval Shipyard

Il Mare Island Naval Shipyard (in sigla MINSY), anche detto Mare Island Navy Yard, fu una base navale nonché un cantiere di costruzione della United States Navy situato lungo la costa della California; aperta nel 1854, fu la prima base navale degli Stati Uniti d'America a essere costruita sulle coste dell'oceano Pacifico. La base sorgeva a circa 40 chilometri a nord-est di San Francisco sulla penisola di Mare Island, sull'altra sponda del fiume Napa rispetto alla città di Vallejo. Il MINSY fu la prima base di sottomarini a sorgere lungo la West Coast statunitense, e nella seconda guerra mondiale divenne il fulcro delle attività di costruzioni navali militari di tutta la San Francisco Bay Area.
La base navale venne chiusa nel 1996, dopo aver attraversato varie fasi di riorganizzazione nel corso degli anni. Il MINSY fu registrato come sito storico dello Stato della California (California Historical Landmark) nel 1960 e alcune sue parti divennero un sito storico di interesse nazionale (National Historic Landmark) nel 1975.

## Storia

### La fondazione

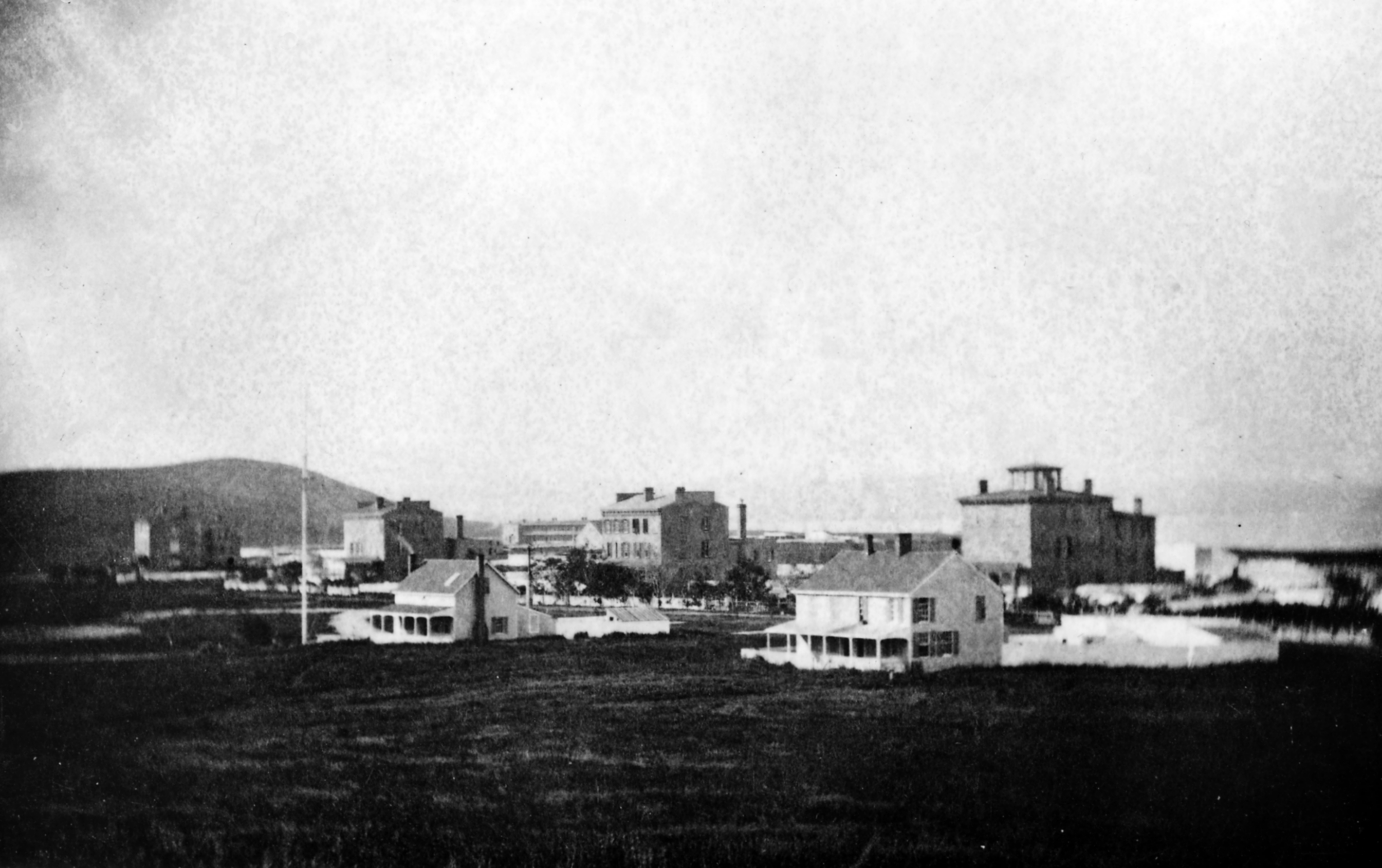
Una delle più antiche vedute della base navale di Mare Island, qui fotografata nel 1857

Nel settembre del 1849 il tenente comandante della US Navy William Pope McArthur prese il comando dello scuna Ewing, giunto al largo delle coste della California dopo aver doppiato Capo Horn. Nonostante parte dell'equipaggio avesse disertato a San Francisco per unirsi ai cercatori impegnati nella corsa all'oro californiana, l'Ewing esplorò lo stretto di Mare Island prima di fare rotta per le Hawaii per reclutare altri marinai. Rientrata a San Francisco nella primavera del 1850, la nave riprese l'esplorazione della costa settentrionale della California dal 4 aprile, continuando verso nord fino alla foce del fiume Columbia; il 1º agosto 1850, mentre si trovava nell'Oregon, il comandante McArthur acquistò formalmente una quota di 1/16 della penisola di Mare Island per la cifra di 468,50 dollari, rientrando quindi a San Francisco più tardi quello stesso mese per preparare carte geografiche e rapporti relativi alla spedizione compiuta.
Il 15 gennaio 1852, l'allora segretario alla Marina degli Stati Uniti d'America William Alexander Graham diede ordine di selezionare un sito per la realizzazione di un cantiere navale sulla costa del Pacifico; il commodoro John D. Sloat, unitamente al commodoro Cadwalader Ringgold e agli ingegneri Simon F. Blunt e William P.S. Sanger (già supervisori della costruzione del primo bacino di carenaggio del Norfolk Naval Shipyard), ricevette l'incarico di trovare il sito adatto per il cantiere. Il 13 luglio 1852 Sloat raccomandò come sito per l'installazione la penisola di Mare Island lungo il corso del fiume Napa, non lontano dal piccolo insediamento di Vallejo; il 4 gennaio 1854 la Marina acquistò quindi un'area di 956 acri (3,87 km²) per l'edificazione della nuova base, compensando per l'esproprio la famiglia del comandante McArthur (nel frattempo deceduto da alcuni mesi) con la cifra di 5.218,20 dollari. Il cantiere navale fu ufficialmente inaugurato il 16 settembre 1854, sotto la direzione dell'allora comandante David G. Farragut; la prima nave varata al MINSY fu la cannoniera a pale USS Saginaw, scesa in mare nel marzo 1859.

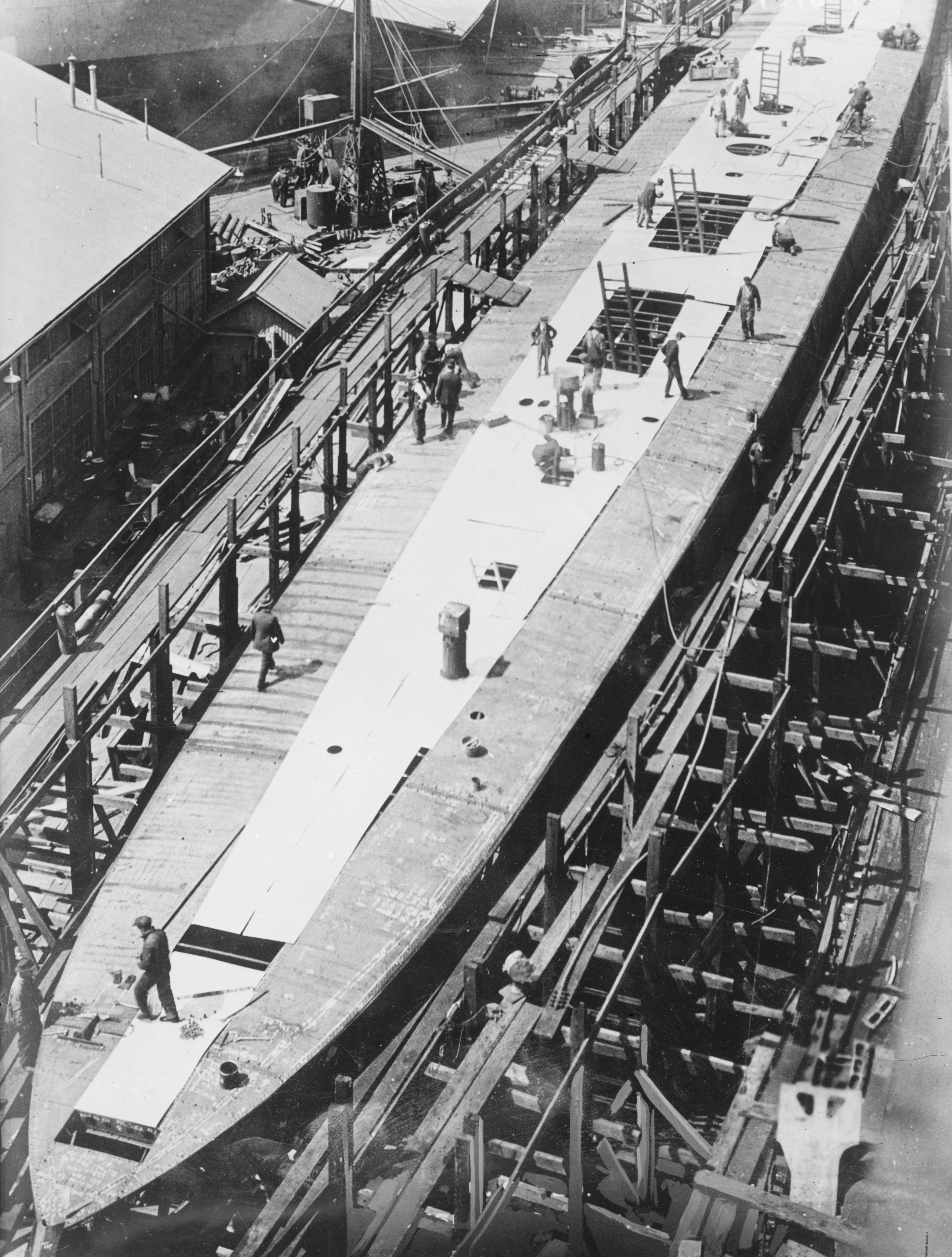
Lo scafo del cacciatorpediniere Ward in costruzione sugli scali del MINSY nel 1918

Il MINSY operò come principale centro di riparazione navale affacciato sull'oceano Pacifico nel corso del tardo XIX secolo, svolgendo lavori di manutenzione tanto di unità navali statunitensi quanto di navi russe o giapponesi giunte dall'altra parte del bacino. Il MINSY svolse il ruolo di principale centro di comando per le attività di protezione civile e risposta alle emergenze lungo tutta la West Coast statunitense, inviando navi da guerra lungo le coste del Nord-ovest Pacifico in risposta agli attacchi delle tribù di nativi americani in zona come pure distaccando unità sulle coste dell'America centrale e meridionale per rappresentare gli interessi economici e commerciali degli Stati Uniti in loco; nel corso della guerra ispano-americana del 1898 il MINSY svolse il ruolo di centro di supporto logistico per le operazioni degli Stati Uniti nel Pacifico, mentre nel 1906 la base inviò uomini, navi e materiali in soccorso delle autorità locali dopo il distruttivo terremoto di San Francisco. La produzione e lo stoccaggio di munizioni furono inoltre importanti attività del MINSY per quasi tutta la sua esistenza.
Il primo contingente di marine fu di stanza a Mare Island dal 1862, sotto il comando del maggiore Addison Garland. Nel 1911 il Corpo dei marine stabilì uno dei suoi due centri di addestramento reclute per la zona del Pacifico proprio a Mare Island, con il secondo collocato presso i cantieri navali dello stretto di Puget, nello Stato di Washington; Mare Island divenne poi l'unico centro di addestramento del Corpo sulla costa del Pacifico dopo la chiusura del centro di Puget Sound nel 1912, mantenendo questo ruolo fino al 10 agosto 1923 quando tutte le attività di addestramento vennero spostate nel nuovo Marine Corps Recruit Depot San Diego.

### L'epoca delle guerre mondiali

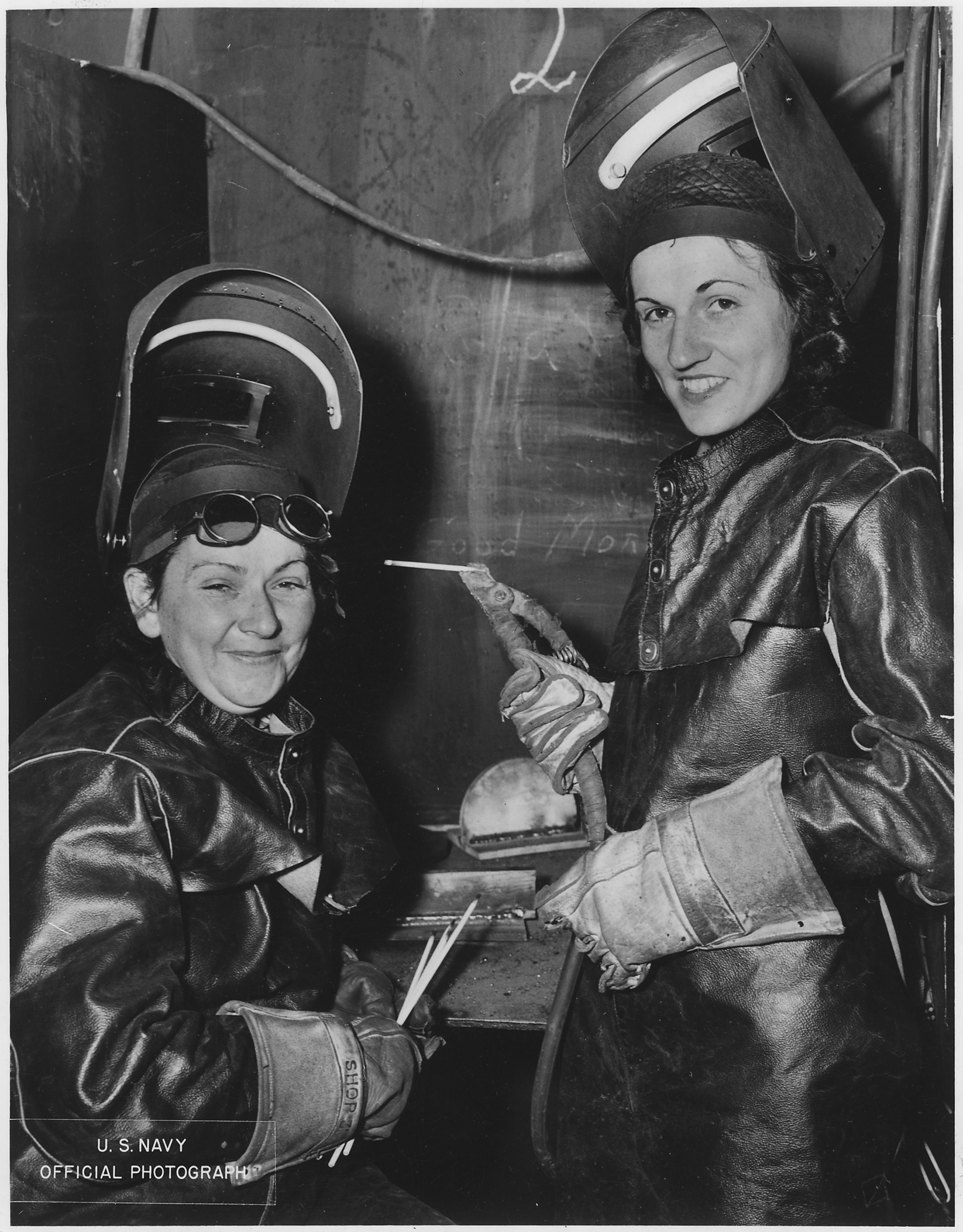
Operaie al lavoro al MINSY negli anni 1940

Nel marzo 1917 l'esplosione di alcuni barconi carichi di munizioni all'interno della base causò gravi danni alle strutture portuali del MINSY oltre a sei morti e 31 feriti tra il personale; agenti dell'intelligence militare statunitense attribuirono l'incidente alle attività di sabotaggio condotte da Lothar Witzke, un ufficiale della Kaiserliche Marine tedesca infiltrato negli Stati Uniti. Nel corso della prima guerra mondiale il MINSY sostenne un grosso sforzo in materia di costruzioni navali. Il cantiere fu selezionato per la costruzione della nave da battaglia tipo dreadnought USS California, l'unica unità di questo tipo mai varata in uno scalo della costa occidentale degli Stati Uniti, ma si specializzò in particolare nella realizzazione di cacciatorpediniere e unità sottili: la costruzione nel maggio-giugno 1918 dello USS Ward, un cacciatorpediniere classe Wickes, fu portata a termine dal MINSY nell'arco di quindici giorni tra l'impostazione e il varo (diciassette giorni e mezzo secondo un'altra fonte), record mai eguagliato.
Dopo il conflitto, con il chiaro emergere dell'importanza della guerra sottomarina, la US Navy decise di aumentare il suo programma di costruzione di battelli subacquei sulla costa del Pacifico, già avviato al Puget Sound Naval Shipyard, impiantando una linea di produzione di sommergibili al MINSY all'inizio degli anni 1920; la costruzione di unità di superficie rimase comunque importante, comprendendo il varo degli incrociatori pesanti USS Chicago e USS San Francisco.
Dopo lo scoppio della seconda guerra mondiale, il MINSY raggiunse rapidamente il suo picco di produzione: la superficie occupata dalla base e dai cantieri navali associati raggiunse i 4 351 acri (17,61 km²), con una popolazione di circa 46.000 persone tra militari e civili. Pur proseguendo nella costruzione di unità di superficie leggere, tra cui 31 cacciatorpediniere di scorta e più di 300 mezzi da sbarco, il cantiere si specializzò definitivamente nella produzione di sommergibili, con 17 unità varate nel periodo bellico unitamente a quattro navi appoggio sommergibili. Il patriottismo e il forte spirito di corpo esistente tra le maestranze del cantiere portarono a una raccolta record di fondi a favore delle forze armate: prima della conclusione del conflitto il personale militare e la forza lavoro civile del cantiere raccolsero 75.697.000 dollari in buoni di guerra, cifra più che sufficiente a finanziare la costruzione di tutti i sommergibili varati nello stesso MINSY.

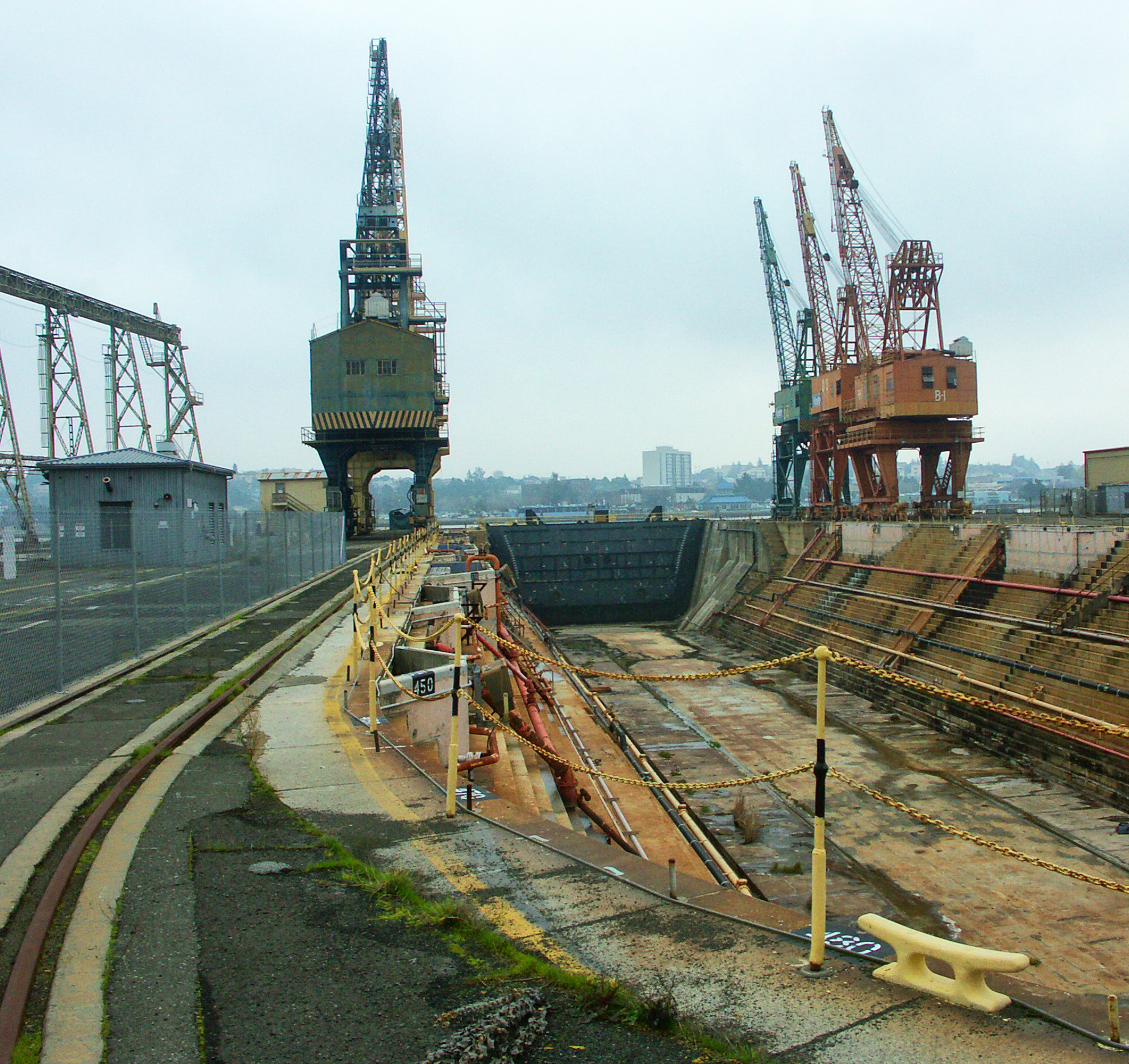
Veduta odierna del bacino di carenaggio del MINSY

### Gli anni della guerra fredda e la chiusura
Negli anni della guerra fredda il MINSY rimase una struttura di considerevole importanza, con non meno di 13.000 lavoratori civili impiegati alla metà degli anni 1950. Il cantiere si specializzò definitivamente nella costruzione di soli sottomarini: dopo aver continuato ancora per un po' con l'assemblaggio di battelli a propulsione convenzionale, nel febbraio 1956 fu messo in cantiere al MINSY lo USS Sargo, primo battello a propulsione nucleare costruito sulla West Coast statunitense; in totale furono 16 i sottomarini nucleari costruiti negli scali del MINSY. La costruzione di nuovi battelli si arrestò con il varo del sottomarino nucleare USS Drum il 23 maggio 1970, e da allora i cantieri del MINSY rimasero operativi solo per i lavori di manutenzione e di dismissione dei battelli già esistenti; in totale, furono 512 le navi di ogni tipo scese in mare dagli scali del cantiere.
Con la fine della guerra fredda l'importanza del MINSY come base militare decrebbe rapidamente. Già identificata nei programmi di chiusura del 1993, la struttura fu ufficialmente dismessa dalla US Navy il 1º aprile 1996. Parte della superficie della base fu riconvertita all'uso residenziale civile, ma i cantieri di costruzione, il bacino di carenaggio e i grandi moli furono mantenuti per essere utilizzati in applicazioni commerciali marittime; gli edifici storici della base sono preservati come National Historic Landmark fin dal 1975.